# Campeonato Africano de Balonmano Masculino de 2024
El Campeonato Africano de Balonmano Masculino de 2024 fue la 26.ª edición del Campeonato Africano de Balonmano Masculino, que tuvo lugar del 17 al 27 de enero de 2024. Sirvió de clasificación al Campeonato Mundial de Balonmano Masculino de 2025, donde se clasificaron las cinco mejores selecciones, y también sirvió de clasificación para los Juegos Olímpicos de París 2024, con una plaza directa y dos para el Preolímpico.

## Grupos
El sorteo de la fase de grupos fue el siguiente:
| Grupo A                         | Grupo B             | Grupo C   | Grupo D |
| ------------------------------- | ------------------- | --------- | ------- |
| Cabo Verde                      | Egipto              | Argelia   | Túnez   |
| República Democrática del Congo | Guinea              | Marruecos | Angola  |
| Zambia                          | Camerún             | Gabón     | Nigeria |
| Ruanda                          | República del Congo | Libia     | Kenia   |

## Primera fase

### Grupo A
| Equipo                          | J | G | E | P | GF  | GC  | DG  | PTS |
| ------------------------------- | - | - | - | - | --- | --- | --- | --- |
| Cabo Verde                      | 3 | 3 | 0 | 0 | 126 | 62  | +64 | 6   |
| República Democrática del Congo | 3 | 2 | 0 | 1 | 100 | 70  | +30 | 4   |
| Ruanda                          | 3 | 1 | 0 | 2 | 83  | 115 | -32 | 2   |
| Zambia                          | 3 | 0 | 0 | 3 | 59  | 121 | -62 | 0   |

- Resultados

| Fecha | Hora  | Partido                         | Partido | Partido                         | Resultado |
| ----- | ----- | ------------------------------- | ------- | ------------------------------- | --------- |
| 17.01 | 12:00 | República Democrática del Congo | -       | Zambia                          | 40-21     |
| 17.01 | 14:00 | Cabo Verde                      | -       | Ruanda                          | 52-27     |
| 19.01 | 14:00 | Ruanda                          | -       | República Democrática del Congo | 20-38     |
| 19.01 | 16:00 | Zambia                          | -       | Cabo Verde                      | 13-45     |
| 21.01 | 16:00 | Zambia                          | -       | Ruanda                          | 25-36     |
| 21.01 | 18:00 | Cabo Verde                      | -       | República Democrática del Congo | 29-22     |

### Grupo B
| Equipo              | J | G | E | P | GF  | GC | DG  | PTS |
| ------------------- | - | - | - | - | --- | -- | --- | --- |
| Egipto              | 3 | 3 | 0 | 0 | 102 | 50 | +52 | 6   |
| Guinea              | 3 | 2 | 0 | 1 | 63  | 74 | -11 | 4   |
| Camerún             | 3 | 1 | 0 | 2 | 60  | 79 | -19 | 2   |
| República del Congo | 3 | 0 | 0 | 3 | 62  | 84 | -22 | 0   |

- Resultados

| Fecha | Hora  | Partido             | Partido | Partido             | Resultado |
| ----- | ----- | ------------------- | ------- | ------------------- | --------- |
| 17.01 | 16:00 | Camerún             | -       | República del Congo | 25-21     |
| 17.01 | 20:00 | Egipto              | -       | Guinea              | 33-15     |
| 19.01 | 16:00 | Guinea              | -       | Camerún             | 23-19     |
| 19.01 | 18:00 | Egipto              | -       | República del Congo | 34-19     |
| 21.01 | 16:00 | República del Congo | -       | Guinea              | 22-25     |
| 21.01 | 18:00 | Camerún             | -       | Egipto              | 16-35     |

### Grupo C
| Equipo    | J | G | E | P | GF | GC | DG  | PTS |
| --------- | - | - | - | - | -- | -- | --- | --- |
| Argelia   | 3 | 3 | 0 | 0 | 95 | 69 | +26 | 6   |
| Marruecos | 3 | 2 | 0 | 1 | 86 | 80 | +6  | 4   |
| Libia     | 3 | 1 | 0 | 2 | 69 | 88 | -19 | 2   |
| Gabón     | 3 | 0 | 0 | 3 | 76 | 89 | -13 | 0   |

- Resultados

| Fecha | Hora  | Partido   | Partido | Partido   | Resultado |
| ----- | ----- | --------- | ------- | --------- | --------- |
| 17.01 | 10:00 | Argelia   | -       | Gabón     | 31-27     |
| 17.01 | 14:00 | Marruecos | -       | Libia     | 30-25     |
| 19.01 | 18:00 | Libia     | -       | Argelia   | 19-34     |
| 19.01 | 20:00 | Gabón     | -       | Marruecos | 25-33     |
| 21.01 | 14:00 | Gabón     | -       | Libia     | 24-25     |
| 21.01 | 20:00 | Marruecos | -       | Argelia   | 23-30     |

### Grupo D
| Equipo  | J | G | E | P | GF  | GC  | DG  | PTS |
| ------- | - | - | - | - | --- | --- | --- | --- |
| Túnez   | 3 | 3 | 0 | 0 | 128 | 67  | +61 | 6   |
| Angola  | 3 | 2 | 0 | 1 | 104 | 77  | +27 | 4   |
| Nigeria | 3 | 1 | 0 | 2 | 75  | 85  | -10 | 2   |
| Kenia   | 3 | 0 | 0 | 3 | 61  | 139 | -78 | 0   |

- Resultados

| Fecha | Hora  | Partido | Partido | Partido | Resultado |
| ----- | ----- | ------- | ------- | ------- | --------- |
| 17.01 | 12:00 | Túnez   | -       | Kenia   | 59-18     |
| 17.01 | 16:00 | Angola  | -       | Nigeria | 26-24     |
| 19.01 | 14:00 | Kenia   | -       | Angola  | 20-48     |
| 19.01 | 20:00 | Nigeria | -       | Túnez   | 19-36     |
| 21.01 | 14:00 | Nigeria | -       | Kenia   | 32-23     |
| 21.01 | 20:00 | Túnez   | -       | Angola  | 33-30     |

## Fase final

### Cuartos de final
| Equipo 1   | Resultado | Equipo 2    |
| ---------- | --------- | ----------- |
| Cabo Verde | 31-22     | Marruecos   |
| Argelia    | 36-23     | R. D. Congo |
| Egipto     | 37-25     | Angola      |
| Túnez      | 37-24     | Guinea      |

### Quinto puesto
|  | Semifinales | Semifinales |             |    | 5º puesto | 5º puesto |
|  |             |             |             |    |           |           |
|  | 24 de enero |             |             |    |           |           |
|  |             |             |             |    |           |           |
|  | Marruecos   | 36          |             |    |           |           |
|  | Marruecos   | 36          | 26 de enero |    |           |           |
|  | R. D. Congo | 37 (p.)     |             |    |           |           |
|  | R. D. Congo | 37 (p.)     | R. D. Congo | 26 |           |           |
|  | 24 de enero |             | R. D. Congo | 26 |           |           |
|  |             | Guinea      | 29          |    |           |           |
|  | Angola      | Guinea      | 29          | 24 |           |           |
|  | Angola      |             |             | 24 |           |           |
|  | Guinea      | 25 (p.)     |             |    |           |           |
|  | Guinea      | 25 (p.)     | 7º Puesto   |    |           |           |
|  |             |             |             |    |           |           |
|  | 26 de enero |             |             |    |           |           |
|  |             |             |             |    |           |           |
|  | Marruecos   | 25          |             |    |           |           |
|  | Marruecos   | 25          |             |    |           |           |
|  | Angola      | 23          |             |    |           |           |

### Semifinales y final
|  | Semifinales | Semifinales |             |    | Final | Final |
|  |             |             |             |    |       |       |
|  | 25 de enero |             |             |    |       |       |
|  |             |             |             |    |       |       |
|  | Cabo Verde  | 26          |             |    |       |       |
|  | Cabo Verde  | 26          | 27 de enero |    |       |       |
|  | Argelia     | 32          |             |    |       |       |
|  | Argelia     | 32          | Argelia     | 21 |       |       |
|  | 25 de enero |             | Argelia     | 21 |       |       |
|  |             | Egipto      | 29          |    |       |       |
|  | Egipto      | Egipto      | 29          | 30 |       |       |
|  | Egipto      |             |             | 30 |       |       |
|  | Túnez       | 25          |             |    |       |       |
|  | Túnez       | 25          | 3ª plaza    |    |       |       |
|  |             |             |             |    |       |       |
|  | 27 de enero |             |             |    |       |       |
|  |             |             |             |    |       |       |
|  | Cabo Verde  | 28          |             |    |       |       |
|  | Cabo Verde  | 28          |             |    |       |       |
|  | Túnez       | 35          |             |    |       |       |

| Campeonato Africano 2024 |
| ------------------------ |
|                          |
| Egipto 9.o Título        |

## Medallero
| Egipto | Argelia | Túnez |
| Yahia Omar Abdelrahman Abdou Ahmed Nasralla Ibrahim El-Masry Yehia El-Deraa Hassan Kaddah Seif El-Deraa Mohab Abdelhak Akram Saad Ahmed Nafea Ahmed Adel Mesilhy Karim Hendawy Mohamed Mamdouh Ali Zein Mohammad Sanad Mohamed Aly Khaled Brahim Mohsen Mahmoud | Mohammed Hachemi Noureddine Hellal Abderrafik Bounab Hani Messaoud Berkous Hichem Daoud Wail Melazem Eddine Badie Blida Nidhal Redouane Saker Hichem Kaabeche Khalifa Ghedbane Ali Bouhlesa Djaballah Hacene Moustafa Hadj Sadok Ayoub Abdi Bastien Khermouche Abdeldjalil Zennadi Zohir Naim Yahia Zemouchi | Oussama Fekih Bidel Abdelli Oussama Hosni Mosbah Sanai Youssef Maaref Oussama Rmiki Abdelhak Ben Salah Issam Rzig Yassine Ben Salem Rayen Zariat Ghassen Toumi Yassine Belkaied Marouan Chouiref Mehdi Harbaoui Islem Jbeli Anouar Ben Abdallah Asil Niamli Rayen Zariat |
| Juan Carlos Pastor (seleccionador) | Farouk Dehili (seleccionador) | Patrick Cazal (seleccionador) |

## Clasificación general
| Posición | Equipo              |
| -------- | ------------------- |
|          | Egipto CM           |
|          | Argelia CM          |
|          | Túnez CM            |
| 4        | Cabo Verde CM       |
| 5        | Guinea CM           |
| 6        | R. D. Congo         |
| 7        | Marruecos           |
| 8        | Angola              |
| 9        | Nigeria             |
| 10       | Camerún             |
| 11       | Gabón               |
| 12       | Libia               |
| 13       | República del Congo |
| 14       | Ruanda              |
| 15       | Kenia               |
| 16       | Zambia              |